# 欧佐内河畔圣弗洛朗
欧佐内河畔圣弗洛朗（法語：Saint-Florent-sur-Auzonnet，法語發音：[sɛ̃ flɔʁɑ̃ syʁ ozɔnɛ]）是法国加尔省的一个市镇，属于阿莱斯区。

## 地名
《世界地名译名词典》将其纯音译作“圣弗洛朗叙欧佐内”，虽然“sur”后接非河名的时候地名需纯音译，不过此处的“欧佐内”确实是一条河流的名称。

## 地理
欧佐内河畔圣弗洛朗（44°14'32"N, 4°6'41"E）面积9.31 平方千米，位于法国奧克西塔尼大區加尔省，该省份为法国南部沿海省份，南端濒地中海，北起顺时针与阿尔代什省、沃克吕兹省、罗讷河口省、埃罗省、阿韦龙省和洛泽尔省接壤。
与欧佐内河畔圣弗洛朗接壤的市镇（或旧市镇、城区）包括：拉瓦勒普拉代勒、勒马尔蒂内、罗比亚克-罗什萨杜勒、鲁松、圣让-德瓦莱里斯克勒、圣于连莱罗西耶。
欧佐内河畔圣弗洛朗的时区为UTC+01:00、UTC+02:00（夏令时）。

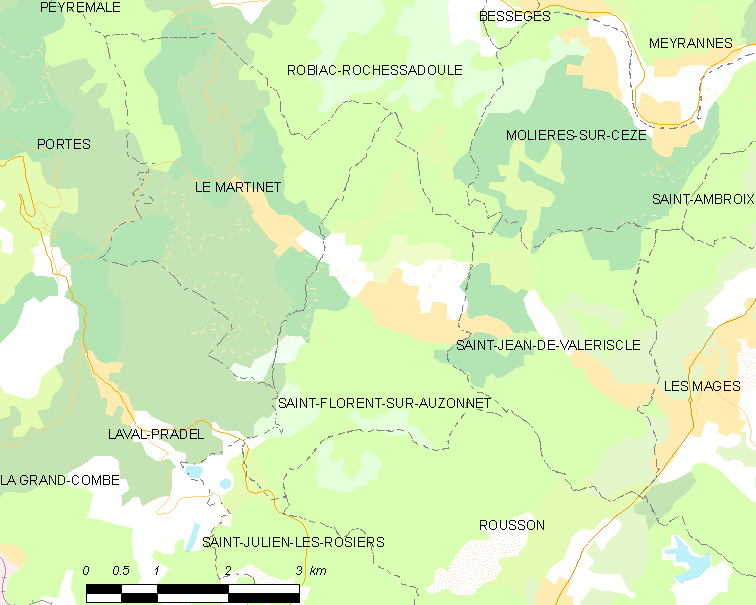
欧佐内河畔圣弗洛朗的OSM定位图

## 行政
欧佐内河畔圣弗洛朗的邮政编码为30960，INSEE市镇编码为30253。

## 政治
欧佐内河畔圣弗洛朗所属的省级选区为鲁松县。

## 人口

1962-2008年间欧佐内河畔圣弗洛朗人口变化图示

欧佐内河畔圣弗洛朗于2022年1月1日时的人口数量为1203人。